# Richland Hills (Teksas)
Richland Hills je grad u američkoj saveznoj državi Teksas. Prema popisu stanovništva iz 2010. u njemu je živjelo 7.801 stanovnika.